# Soulja Slim
James Adarryl Tapp Jr. (9 septembre 1977 – 26 novembre 2003), plus connu sous son nom de scène Soulja Slim, est un rappeur et compositeur américain. Il est surtout connu pour avoir écrit le single classé numéro un « Slow Motion » en featuring avec Juvenile.

## Biographie

### Débuts
Fils de James et Linda Tapp, James ADarryl Tapp Jr. est né le 9 septembre 1977 à La Nouvelle-Orléans, en Louisiane. Il grandit dans le quartier de Magnolia Projects (en) et étudie dans le Cohen College Prep High School (en) avant de quitter l'école à l'age de 16-17 ans. Très vite, il commence à vendre de la drogue et devient dépendant à l'héroïne et à la cocaïne. En 1993, il rap sous le nom de "Magnolia Slim" dans de petites salles de la ville. Il enregistre ses premiers titres avec le label indépendant Parkway Pumpin', dirigé par le légendaire producteur KLC, qui comprendra également les rappeurs 39 Posse, Fiend, Lil Mac, Mystikal Mike (plus tard Mystikal), Mr. Serv-On et Da Hound. L'un de ses premiers enregistrements s'intitule Soulja Fa Lyfe. Il est lancé en 1994 par Parkway Pumpin' et Hype Enough Records. L'album rencontre un franc succès en s'écoulant à 90 000 exemplaires. En 1995, il sort un Extended play de quatre chansons, Dark Side avec le label Hype Enough Records.

### No Limit Records et «Slow Motion» (1997–2003)
La même année, la chanson « You Got It » est apparue sur une double compilation en deux CD du label No Limit Records dirigé par Master P: Down South Hustlers: Bouncin 'et Swingin'. En 1998, Tapp, qui s'appelle maintenant Soulja Slim, sort Give It 2 'Em Raw de No Limit Records avec son single et son clip « From What I Was Told » et un single intitulé « Street Life ». L'album débute 13e du Billboard 200 et s'est vendu à 82 000 exemplaires la première semaine. Entre-temps, Soulja Slim est reconnu coupable et incarcéré pour vol à main armée. Il réapparaît trois ans plus tard avec le titre Streets Made Me, à nouveau sorti sur le label No Limit. Il crée ensuite son propre label, Cut Throat Comitty Records et publie le single Years Later à la fin de 2002. En 2003 sort Years Later...A Few Months After, qui sera son dernier album avant sa mort. L'album comportait le hit « I'm Pay for It ». En 2003, il collabore avec un autre rappeur de La Nouvelle-Orléans, Juvenile, afin de faire la chanson « Slow Motion ».

### Décès et postérité
Le 26 novembre 2003, la veille de Thanksgiving, il est abattu  devant la maison de sa mère dans le quartier de Gentilly de trois balles dans la tête et d’une dans la poitrine,. Il meurt sur le coup.
 Tapp a été enterré avec ses bijoux Cut Throat Comitty et la tenue qu'il portait sur la couverture de Give It 2 'Em Raw.
En décembre 2003 sort sur l’album Juve the Great (en) de Juvenile le single posthume « Slow Motion » sur lequel il rappe un couplet et demi ainsi que le refrain. Le titre se classe numéro 1 du Billboard Hot 100. La chanson étant sorti après la mort de ce dernier, Soulja Slim devint le sixième artiste à avoir une chanson classée numéro un à titre posthume.
Le 31 décembre 2003, le soir du réveillon, est arrêté Garelle Smith, un homme de 22 ans, qui se révèle être en possession de l’arme à feu utilisé pour le crime. Si les tests balistiques confirment la provenance des balles, la police ne parvient cependant pas à prouver formellement son implication dans l’affaire, là encore faute de témoignages.
Huit ans plus tard, en 2011, Smith, qui entre-temps sera suspecté de trois nouvelles affaires de meurtre, est retrouvé mort de plusieurs balles dans le corps.

## Discographie

### Albums studio
| Soulja Fa Lyfe (en tant que Magnolia Slim) | - Sortie: 1994 - Label: Hype Enough Records - Format: CD, cassette                                   | —   | —  | — |
| Dark Side                                  | - Sortie: 1995 - Label: Hype Enough Records - Format: CD, cassette                                   | —   | —  | — |
| Give It 2 'Em Raw                          | - Sortie: May 19, 1998 - Label: No Limit Records, Priority Records - Format: CD, cassette, LP        | 13  | 4  | — |
| The Streets Made Me                        | - Sortie: August 7, 2001 - Label: No Limit Records - Format: CD, cassette                            | 188 | 42 | 9 |
| Years Later                                | - Sortie: Décembre 24, 2002 - Label: Cut Throat Committee Records - Format: CD, cassette             | —   | 72 | — |
| Years Later...A Few Months After           | - Sortie: August 26, 2003 - Label: Koch Records, Cut Throat Committee Records - Format: CD, cassette | —   | 44 | — |

### Mixtapes
| Titre                    | Détails de la mixtape                                             |
| ------------------------ | ----------------------------------------------------------------- |
| Cutthroat Mixtape Vol. 1 | - Sortie: 2004 - Label: Cut Throat Committee Records - Format: CD |
| Cutthroat Mixtape Vol. 2 | - Sortie: 2004 - Label: Cut Throat Committee Records - Format: CD |
| Thug Brothers (Mixtape)  | - Sortie: 2008 - Label: Cut Throat Committee Records - Format: CD |

### Singles
| "From What I Was Told"                                         | 1998 | —  | Give It 2 'Em Raw                            |
| "Street Life" (featuring Master P, Silkk The Shocker & O'Dell) | 1998 | 17 | Give It 2 'Em Raw                            |
| "Get Cha Mind Right" (featuring Krazy & X-Conn)                | 2001 | —  | The Streets Made Me                          |
| "I'll Pay For It"                                              | 2003 | —  | Years Later...A Few Months After/Years Later |
| "Feel Me Now"                                                  | 2003 | —  | Years Later...A Few Months After/Years Later |
| "Love Me Or Love Me Not"                                       | 2003 | —  | Years Later...A Few Months After/Years Later |
| "—" non classé.                                                |      |    |                                              |

### Featuring
| Titre           | Année | Peak chart positions | Peak chart positions | Peak chart positions | Album          |
| Titre           | Année | US                   | US R&B               | US Rap               | Album          |
| --------------- | ----- | -------------------- | -------------------- | -------------------- | -------------- |
| "Slow Motion"   | 2004  | 1                    | 2                    | 1                    | Juve the Great |
| "—" non classé. |       |                      |                      |                      |                |

### Compilations
- 1999: Hype Enough Records: Limited Edition
- 2005: Greatest Hitz